# Заветный праздник
Заве́тный пра́здник — народно-христианский праздник, установленный мирянами по обету, то есть обещанию, принятому из религиозных побуждений. Чаще всего праздник устраивался в честь того святого, с которым связывали прекращение бедствий.

## Другие названия
Богомолье, молебствие, мольба, обетный праздник, обещанный, обреченный, оброчный день, заповедный, мирской праздник.

## Традиции
Поводом для установления праздника служило избавление жителей села или города от какого-либо стихийного бедствия: пожара, наводнения, засухи, эпидемии или других больших несчастий. Это была своего рода форма благодарности Богу или святому за спасение от бедствий. Иногда заветные праздники устанавливались по случаю явления иконы, которое рассматривалось как Божья милость и требовало ответной благодарности.
Большинство заветных праздников приходилось на весну или лето и справлялось в «числах», но известны и связанные с восьмой — десятой пятницами по Пасхе, либо приуроченные к неделе перед Петровым или Ильиным днём.
На заветном празднике обязательно совершался мирской молебен, иногда крестный ход. После молебна в складчину устраивалась деревенская трапеза. Обязательным было домашнее пиво, пивное сусло или канун — напиток из муки с солодом без хмеля, а также богатый обед. На заветный праздник не принято было приглашать гостей, танцы и гулянья обычно не проводились, лишь в некоторых местах молодежь устраивала игры, и то только на второй день.
Считается, что по происхождению это древние языческие праздники, входившие в праздничный цикл летнего солнцеворота, со временем принявшие христианские формы.